# Мадонна с тополями
«Мадонна с тополями» (итал. La Madonna degli Alberetti) — картина выдающегося итальянского живописца венецианской школы периода кватроченто Джованни Беллини, на которой изображена Дева Мария со стоящим Младенцем и тополями на дальнем плане по сторонам. Произведение создано между в 1487 году и представляет собой живопись маслом по дереву, на доске размером 74×58 см. В настоящее время хранится в Галерее Академии в Венеции.

## Происхождение
В 1838 году картину, вместе с другими произведениями живописи, подарил Галерее Академии венецианский аристократ Джироламо Контарини. На картине имеются подпись автора на латыни и дата создания (лат. IOANNES.BELLINUS.P. / 1487). Документальная датировка является важным хронологическим ориентиром для атрибуции других работ живописца. Это первая Мадонна с Младенцем Джованни Беллини, на которой сам автор указал дату создания.

## Описание
На переднем плане картины изображены Дева Мария и младенец Иисус, фигуры которых, благодаря контрастам богатой хроматической гаммы, кажутся монументальными. Мадонна изображена по пояс, стоящей за парапетом из зелёного мрамора и поддерживающей обнажённого Богомладенца. На парапете видны подпись автора и дата создания картины.
Мать и дитя изображены на фоне вертикального зелёновато-золотистого полотна, вероятно, шёлка с золотой нитью, типичного для венецианских тканей, с красным кантом. Вдали изображён пейзаж с симметрично возвышающимися двумя тополями, которые и дали название картине. Тень Мадонны на завесе создаёт ощущение тёплого света от заходящего солнца. Этот свет можно увидеть и в рассеянном сиянии среди листьев деревьев, и на линии горизонта, которая отмечает медленный рост холмов к заснеженным вершинам.
Картина проникнута типично беллиниевским настроением «Святого собеседования». Мать и дитя заворожены более чем жестами, нежным и сочувственным взглядом Марии, обращённым к Младенцу, который нарушает традиционную дистанцию взгляда, характерную для работ предыдущего десятилетия. Пластика движений изысканно изящна. Идеально сбалансированная композиция характерна сложным сиянием: свет спереди слева, о котором свидетельствует тень Мадонны на драпировке, свет дальнего плана, распространяющийся равномерно и рассеянно, и свет духовный, озаряющий лица священных персонажей.